# Casino de Paris (film, 1957)
Pour les articles homonymes, voir Casino de Paris (homonymie).
Pour plus de détails, voir Fiche technique et Distribution.
Casino de Paris est un film franco-italiano-allemand d'André Hunebelle, sorti en 1957.

## Synopsis
Catherine Miller, une vedette du Casino de Paris, est remarquée par Alexandre Gordy, un auteur qui veut la faire jouer dans sa prochaine pièce. Catherine s'installe alors, avec sa famille, chez Gordi sur la Côte d'Azur. Jacques Merval, le secrétaire de Gordi, mais aussi l'auteur véritable des dernières pièces de Gordy, va faire en sorte qu'elle revienne au music-hall.

## Fiche technique
- Titre original : Casino de Paris
- Réalisation : André Hunebelle
- Scénario : André Hunebelle, Jean Halain, Hans Wilhelm, Claude Barma
- Décors : René Moulaert, Roland Berthon, Willy Schatz, Robert Stratil
- Costumes : Mireille Leydet, Victor Noepel, Anne-Marie Marchand
- Photographie : Henri Alekan, Bruno Mondi, Erwin Hillier
- Son : René-Christian Forget, Hermann Storr
- Montage : Jean Feyte (version française), Lilian Seng (version allemande)
- Musique : Paul Durand, Heinz Gietz, Heinz Kiessling
- Chansons originales : Gilbert Bécaud
- Chorégraphie : Billy Daniel, Don Lurio
- Production : Paul Cadéac, Marcel Lathière, Dietrich von Theobald
- Production exécutive : Hermann Schwerin, René Thévenet
- Sociétés de production : 
  - France : Production Artistique et Cinématographique, Critérion Films, Pathé Films, Elan Film
  - Allemagne : Bavaria Film GmbH, Eichberg-Film GmbH
  - Italie : Rizzoli Film
- Société de distribution : Pathé Consortium Cinéma
- Pays de production :  France,  Italie,  Allemagne de l'Ouest
- Langue originale : français, allemand
- Format : couleur (Technicolor) — 35 mm — 1,85:1 — son Mono
- Genre : Comédie musicale
- Durée : 95 minutes
- Dates de sortie : 
  - Allemagne de l'Ouest : 26 septembre 1957
  - France : 31 octobre 1957
- Affiche : André Bertrand (France)

## Distribution
- Gilbert Bécaud : Jacques Merval
- Caterina Valente : Catherine Miller
- Claire Leclerc : Catherine Miller (voix chantée)
- Vittorio De Sica : Alexandre Gordy
- Grethe Weiser : la mère de Catherine
- Grégoire Aslan : Mario
- Rudolf Vogel : le père de Catherine (doublé par Alfred Adam)
- Fritz Lafontaine : majordome
- Roland Kaiser : Peter, le frère de Catherine
- Véra Valmont : Belinda
- Richard Allan : le danseur
- Bluebell Girls
- Peter Michael Brink : Lulu, le frère de Catherine
- Van Doude : le pianiste
- Silvio Francesco : Francesco, le frère de Catherine
- Don Lurio : Clown

## Chansons du film
- Interprétées par Gilbert Bécaud :
  - La machine à écrire
  - Square Sevrine
  - Le Médecin
  - Incroyablement
  - Filles et garçons